# Bataille de la Ravine à Couleuvres
Révolution haïtienne
Batailles
Insurrections (1791-1793)
- Bois-Caïman
- Croix-des-Bouquets
- Morne Pelé
- 1re La Tannerie
- Port-au-Prince
- Le Cap-français

Interventions espagnoles et britanniques (1793-1798)
- 2e La Tannerie
- Marmelade
- Saint-Michel-de-l'Attalaye
- Ennery
- 3e La Tannerie
- Fort-Dauphin
- 1re Tiburon
- L'Acul
- La Bombarde
- 2e Tiburon
- Les Gonaïves
- Port-Républicain
- 1re Dondon
- Massacre de Fort-Dauphin
- Saint-Marc
- Léogane
- Saint-Raphaël
- Trutier
- 3e Tiburon
- 1re Verrettes
- Grande-Rivière
- Mirebalais
- Las Cahobas
- 2e Verrettes
- Petite-Rivière
- 2e Dondon
- 1re Les Irois
- Jean-Rabel
- 2e Les Irois

Guerre des couteaux (1799-1800)
- Jacmel

Expédition de Saint-Domingue (1802-1803)
- La Ravine-à-Couleuvres
- Kellola
- Plaisance
- La Crête à Pierrot
- Noyades du Cap-Français
- Port-au-Prince
- Vertières
- Massacres de 1804 en Haïti

La bataille de la Ravine à Couleuvres se déroula le 23 février 1802, pendant l'expédition de Saint-Domingue, au cours de la révolution haïtienne.

## Prélude
Le 17 février, la division de Desfourneaux prend position à Plaisance, celle de Hardÿ à Marmelade et celle de Rochambeau à Saint-Michel-de-l'Attalaye.

## Forces en présence
Selon le rapport du général Charles Leclerc au ministre de la Marine, lors de ce combat Toussaint Louverture commande 1 500 grenadiers d'élite tirés de différentes demi-brigades, 1 200 hommes « choisis sur les meilleurs bataillons de son armée », 400 dragons et 2 000 cultivateurs armés dispersés dans les bois, soit environ 5 000 hommes au total
Dans ses mémoires rédigées au fort de Joux, Toussaint déclare quant à lui qu'il n'avait dans cette action que 300 grenadiers et 60 cavaliers de sa garde,. Il semble cependant certain que de nombreux ouvriers agricoles avaient rejoint les rebelles. Il porte également le nombre des hommes de Rochambeau à 4 000 et précise que cette information lui vient de prisonniers. Cependant, selon l'historien Madison Smatt Bell, Rochambeau avait débarqué avec probablement 1 800 hommes à Fort-Liberté mais tous ne prirent pas part à la marche sur Les Gonaïves.
En 1847, l'historien haïtien Thomas Madiou écrit que Toussaint commande 1 600 hommes lors de ce combat, y compris les cultivateurs armés. Il porte les forces de Rochambeau à 2 000 hommes et indique que celui-ci est secondé par le général de brigade Jean-Baptiste Brunet, l'adjudant-général Jean-Pierre Lavalette du Verdier et le colonel Guillaume Rey, à la tête de la 5e demi-brigade légère.
En 2020, l'historien Sudhir Hazareesingh porte l'armée de Toussaint à 3 000 hommes lors de cette action.

## Déroulement
Dans la soirée du 22 février, les Français occupent les hauteurs de Morne Barade, ils sont rejoints par les troupes rebelles et le combat s'engage durant la nuit, les Français résistent, contre-attaquent et, à l'aube, rejettent les rebelles hors de la gorge.
 Toussaint rallie cependant ses cavaliers sur la plaine de la plantation Périsse et lance une charge qui disperse les Français et les force à se replier sur les gorges de la Ravine-à-Couleuvres. 
Les Français ne remportèrent pas un grand avantage, cependant il perdait toute possibilité de communication avec le 9e régiment commandé par Jacques Maurepas.
Le 23 février 1802, les troupes du général Rochambeau attaquèrent l'armée de Toussaint retranchées dans les gorges de la Ravine-à-Couleuvres. Dans son rapport, Leclerc donne peu de détail sur le déroulement et se borne à dire : « Il y eut là un combat d'homme à homme; les troupes de Toussaint se battirent bien, mais tout céda à l'intrépidité Française »,.
Le lendemain, l'armée de Toussaint se replie sur Petite-Rivière-de-l'Artibonite.

## Pertes
L'état des pertes n'est pas connu avec précision et varie selon les sources. Dans son rapport, le général Leclerc affirme que Toussaint laisse 800 hommes sur le champ de bataille,. Selon Thomas Madiou, Toussaint perd 300 hommes dans ce combat et Rochambeau 200, ainsi qu'une trentaine de prisonniers.